# State House (Kenya)
Il Palazzo della State House è la residenza ufficiale del Presidente della Repubblica del Kenya. Si trova a Nairobi.

## Storia
Il Palazzo fu prima residenza del Governatore dell'Africa Orientale Britannica, quindi per un anno del Governatore Generale Commonwealth del Kenya e dopo l'indipendenza del Presidente della Repubblica.

### Sede del Governatore
La State House era originariamente conosciuta come Palazzo del Governo. L'edificio venne costruito nel 1907 per servire come residenza ufficiale del Governatore della British East Africa, quando il Kenya era una colonia britannica.
Il governatore conduceva le sue funzioni ufficiali presso l'ufficio del Commissario Provinciale (oggi monumento nazionale) accanto a Nyayo House e poi ritirarsi nel Palazzo del Governo per la giornata.

### Sede del Presidente del Kenya
Dopo l'indipendenza, il Palazzo del Governo è stata ribattezzato State House. Anche se rimase la residenza ufficiale del Capo dello Stato, in pratica è diventata  una sede amministrativa-operativa ed ufficio del presidente, divenendo di tanto in tanto sede di alloggi per gli ospiti in visita di Stato e o di ricevimenti nei giorni nazionali. Quest'uso ha prevalso sotto i presidenti Mzee Jomo Kenyatta e il presidente Moi, che preferivano risiedere nella propria residenza privata piuttosto che vivere in State House, usandola quindi solo come sede ufficiale.

## Descrizione
La State House si trova a Nairobi ed è estesa su un'area di ettari 300. Dista 10 minuti di auto dal centro della città. A parte quella di Nairobi, ci sono altre case dello Stato e residenze ufficiali sparse in tutto il paese per fornire alloggio al Capo dello Stato ogni volta che è in viaggio in varie parti del paese.